# Youdon Aukatsang
Youdon Aukatsang (tibétain : དབུ་དཀར་ཚང་གཡུ་སྒྲོན) née le 19 octobre 1970 est une femme politique tibétaine député. 

## Biographie
Youdon Aukatsang a fait ses études au Lady Shri Ram College (en) où elle obtient un BA. Durant sa scolarité, elle est secrétaire culturel du Congrès régional de la jeunesse tibétaine. Elle rejoint une marche de protestation lors la visite du premier ministre chinois Li Peng en Inde en 1991. Youdon Aukatsang et d'autres manifestants, non violents, sont arrêtés et emprisonnés à la prison de Tihar par le gouvernement indien. George Fernandes s'est battu pour les faire libérés. 
Elle obtient une maîtrise en politique et en relations internationales de l'université Jawaharlal-Nehru, et est élue membre exécutif de l'Association des femmes tibétaines (TWA) à Dharamsala en tant qu'associée de recherche de 1994 à 1996. En 1995, la quatrième Conférence mondiale des Nations Unies sur les femmes s'est tenue à Pékin. La TWA se voit refuser les visas pour la conférence. La TWA contacte les Tibétains en exil dans d'autres pays allant à la conférence de Pékin pour leur demander un geste. Lors de la conférence, les neuf délégués tibétains se sont bâillonnés et ont tenu une veillée silencieuse sous une pluie battante pour mettre en lumière le sort des femmes au Tibet sous la domination chinoise. L'image de ces femmes tibétaines modestement vêtues et bâillonnées est devenue une image durable de la conférence.  
Youdon Aukatsang a par la suite, dans le cadre d'une bourse Fulbright, étudié la Fletcher School of Law and Diplomacy, Boston pour une deuxième maîtrise, en droit international et diplomatie. Aux États-Unis, son passage au Bureau des réfugiés et des immigrants du Massachusetts a renforcé sa détermination à travailler pour son peuple. 
Elle est retournée à Dharamshala où, de 2000 à 2003, elle est agent principal de programme de Centre tibétain pour les droits de l'homme et la démocratie où elle continue de siéger. Elle est ensuite consultante indépendante pour Kreddha International, une organisation basée à La Haye aux Pays-Bas. En 2006, Youdon Aukatsang est élue députée du Parlement tibétain en exil où elle représente le Kham. Le Fonds de secours au Tibet lui a alors demandé de lancer un projet pour autonomiser et aider la jeunesse tibétaine. Elle créé le site Empowering the Vision Project (en) (Envision).  
Envision soutient les jeunes Tibétains par le biais de programmes d'assistance, de leadership et d'exposition, d'ateliers et de mentorats. De nombreux Tibétains viennent de colonies situées dans des régions éloignées vers les villes pour l'enseignement supérieur et l'emploi. Envision les aide à profiter des opportunités que ces centres urbains offrent. Pour fournir aux jeunes Tibétains des modèles pertinents, Envision a organisé le Sommet mondial des professionnels tibétains en 2010. 
Les Tibétains en exil en Inde sont une communauté résiliente d'environ 150 000 personnes. Ils se sont installés en Inde dans des conditions et des incertitudes extrêmes; ils ont gardé leur culture et leur histoire vivantes pour les générations futures et ont fidèlement adhéré à l'Ahimsa, alors qu'ils mènent une lutte pacifique pour le Tibet. Pour Bindu Gurtoo, Youdon incarne cet esprit durable pour son peuple. Actuellement en service pour son troisième mandat de députée au Parlement tibétain en exil, sa détermination à maintenir la question du Tibet vivante est plus forte que jamais. Elle pense qu'il reste beaucoup à faire pour les Tibétains en Inde, en particulier pour les jeunes. Youdon est convaincue que les jeunes Tibétains en Inde et ailleurs sont capables de réussir tout en étant enracinés dans leur identité culturelle et conscients de leur héritage historique et politique.